# Coppa Libertadores 2005
La Copa Toyota Libertadores 2005, 46ª edizione della Coppa Libertadores organizzata annualmente dalla CONMEBOL, vide la partecipazione di 32 squadre provenienti da 10 federazioni calcistiche sudamericane oltre al Messico. Il primo turno di qualificazione iniziò il 15 febbraio 2005. Il trofeo fu vinto dal San Paolo il 14 luglio 2005.

## Ottavi di finale
Le gare di andate vennero disputate tra il 17 maggio 2005 e il 19 maggio 2005. Le gare di ritorno vennero disputate tra il 24 maggio 2005 e il 26 maggio 2005.
| Squadra 1            | Totale        | Squadra 2              | Andata | Ritorno |
| -------------------- | ------------- | ---------------------- | ------ | ------- |
| LDU Quito            | 4-5           | River Plate            | 2-1    | 2-4     |
| Junior               | 3-7           | Boca Juniors           | 3-3    | 0-4     |
| Universidad De Chile | 2-4           | Santos                 | 2-1    | 0-3     |
| Once Caldas          | 2-3           | Tigres UANL            | 1-1    | 1-2     |
| Palmeiras            | 0-3           | San Paolo              | 0-1    | 0-2     |
| Atletico Paranaense  | 3-3 (5-4 dcr) | Cerro Porteno          | 2-1    | 1-2     |
| Pachuca              | 2-4           | Chivas de Guadalajara  | 1-1    | 1-3     |
| Banfield             | 5-0           | Independiente Medellin | 3-0    | 2-0     |

## Quarti di finale
Le gare di andata vennero disputate il 1º giugno 2005 e il 2 giugno 2005. Le gare di ritorno vennero disputate tra il 14 giugno 2005 e il 16 giugno 2005.
| Squadra 1             | Totale | Squadra 2    | Andata | Ritorno |
| --------------------- | ------ | ------------ | ------ | ------- |
| Banfield              | 3-4    | River Plate  | 1-1    | 2-3     |
| Chivas De Guadalajara | 4-0    | Boca Juniors | 4-0    | 0-0     |
| Atletico Paranaense   | 5-2    | Santos       | 3-2    | 2-0     |
| San Paolo             | 5-2    | Tigres UANL  | 4-0    | 1-2     |

## Semifinali
Andata 22 e 23 giugno, ritorno 29 e 30 giugno 2005.
| Squadra 1            | Totale | Squadra 2             | Andata | Ritorno |
| -------------------- | ------ | --------------------- | ------ | ------- |
| San Paolo            | 5-2    | River Plate           | 2-0    | 3-2     |
| Atletico Parananense | 5-2    | Chivas De Guadalajara | 3-0    | 2-2     |

## Finale
Andata 6, ritorno 14 luglio 2005.
| Squadra 1            | Totale | Squadra 2 | Andata | Ritorno |
| -------------------- | ------ | --------- | ------ | ------- |
| Atletico Parananense | 1-5    | San Paolo | 1-1    | 0-4     |